# جزیره وایت
جزیره وایت (به انگلیسی: Isle of Wight) یکی از شهرستان‌ها و بزرگترین جزیره انگلستان است که در کانال مانش به‌طور میانگین در فاصله ۵ تا ۷ کیلومتری کرانه همپشر قرار گرفته‌است. تنگه سولنت این جزیره را از سرزمین اصلی جدا ساخته‌است. جزیره وایت دارای استراحتگاه‌های زیادی است که از دوره ویکتوریا به عنوان مقصدهای گردشگری در تعطیلات مورد استفاده قرار گرفته‌اند.
جمعیت جزیره برابر با ۱۳۸٬۴۰۰ نفر (۲۰۱۱) و مساحت آن ۳۸۴ کیلومتر مربع است.
این جزیره تا سال ۱۲۹۳ تحت مالکیت یک خانواده نورمن بود و قبلاً در نوع خود پادشاهی بود. به‌طور مشترک با وابستگی‌های تاج، تاج انگلیس سپس توسط فرماندار جزیره وایت تا سال ۱۹۹۵ در جزیره نمایندگی می‌شد. این جزیره نقش اساسی در دفاع از بنادر ساوتهمپتون و پورتسموث ایفا کرده است و در طول اعصار در نزدیکی خط مقدم درگیری‌ها قرار داشته است، زیرا با ناوگان اسپانیایی آرمادا روبرو شده و نبرد بریتانیا را پشت سر گذاشته است.  روستایی بودن در بیشتر تاریخ خود، شیک بودن ویکتوریایی و مقرون به صرفه بودن روزافزون تعطیلات منجر به توسعه شهری قابل توجهی در اواخر قرن ۱۹ و اوایل قرن ۲۰ شد. این جزیره از نظر تاریخی بخشی از همپشایر، در سال ۱۸۹۰ به یک شهرستان اداری جداگانه تبدیل شد. این جزیره تا سال ۱۹۷۴، زمانی که شهرستان تشریفاتی خود بود، با لرد ستوان همپشایر مشترک بود. جدا از یک نیروی پلیس مشترک، و کلیساهای آنگلیکان جزیره متعلق به اسقف پورتسموث (در اصل وینچستر)، اکنون هیچ ارتباط اداری با همپشایر وجود ندارد. اگرچه یک مرجع محلی ترکیبی با پورتسموث و ساوتهمپتون در نظر گرفته شد، اکنون بعید است این کار ادامه یابد.

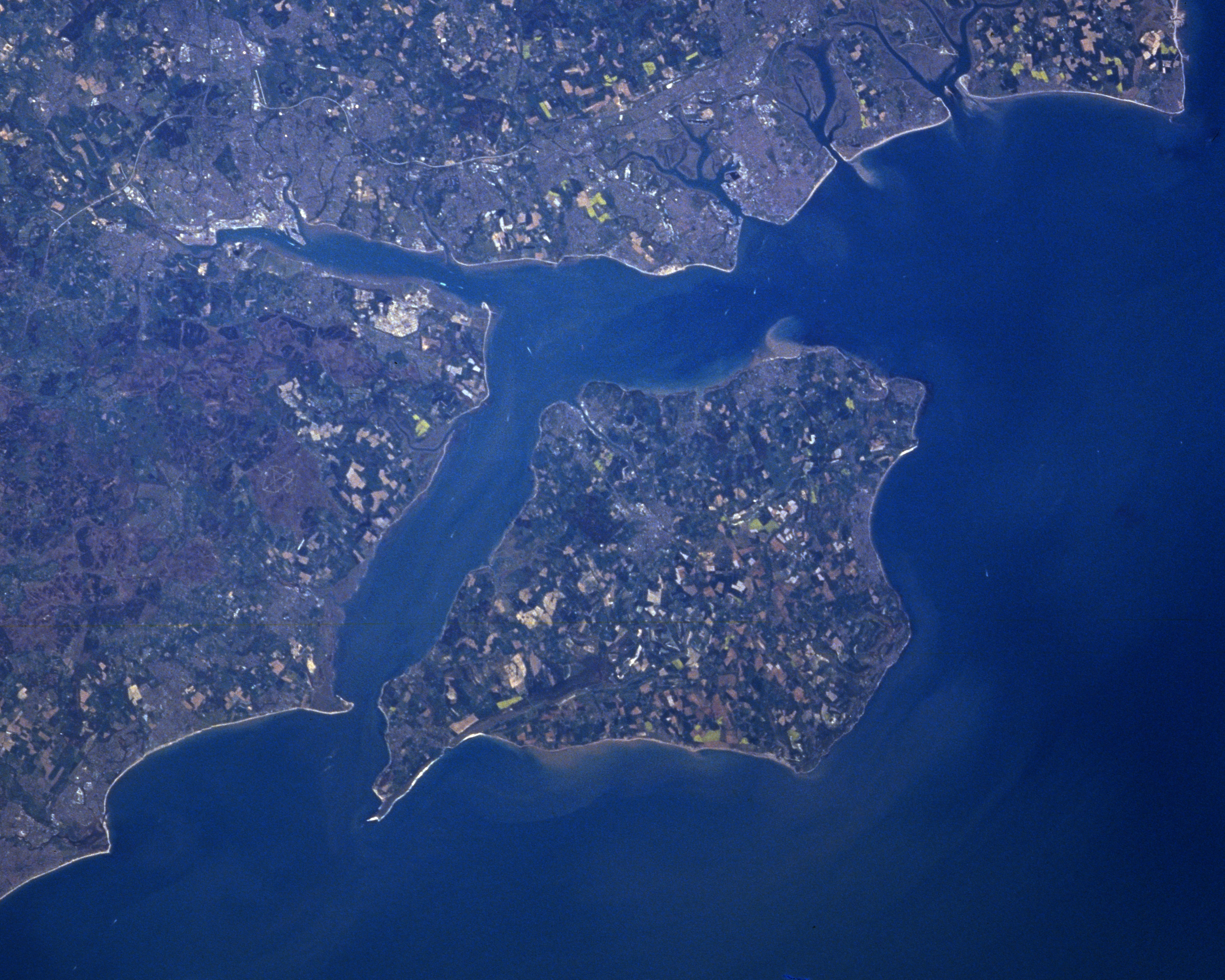
عکس ماهواره‌ای از جزیره وایت و تنگه سولنت
